# منقذة (المخادر)

تعديل مصدري - تعديل

منقذة محلة تابعة لقرية الحديدة، التابعة لعزلة السحول بمديرية المخادر إحدى مديريات محافظة إب في الجمهورية اليمنية، بلغ تعداد سكانها 116 حسب تعداد اليمن لعام 2004.